# 原福音
原福音（げんふくいん、ラテン語: Protoevangelium）は、伝統的な聖書解釈において聖書最初のメシア預言であるとされている創世記3章15節の聖書の一節である。神からアダムとエバを誘惑した蛇への宣告である。

## 歴史
ユスティノスが紀元160年頃やエイレナイオス180年ごろ原福音について最初に言及し、それ以来伝統的な解釈になっている。

## 内容
誘惑者である蛇と被誘惑者である女との間には、後の世まで戦いがあり、最終的には女の子孫が蛇に致命傷を与えると預言されている。女の子孫は単数形で集合名詞である。ダビデの子孫を指しており、最終的にはダビデの後裔キリストを指している。つまり、伝統的解釈によれば、キリストが蛇であるサタンに致命傷を与える十字架の出来事を預言しているとされている。
わたしは恨みをおく、おまえと女とのあいだに、おまえのすえと女のすえとの間に。彼はおまえのかしらを砕き、おまえは彼のかかとを砕くであろう—創世記3章15節/出典:口語訳聖書1955